# Attribut (lingvistik)
Attribut har inom grammatiken två funktioner: dels används attribut som bestämningar i fraser, dels som satsdelar.

## Attribut på satsnivå
Ett attribut på satsnivå utgörs av en bisats som bestämmer sin matrissats. I satsen "Han fick bara mjuka paket, något som knappast var uppskattat", exempelvis, syftar "något som knappast var uppskattat" inte tillbaka på något enskilt ord i matrissatsen utan på hela matrissatsen. Se attributiv bisats.

## Attribut i fraser
I en fras utgörs attributet av de ord som beskriver huvudordet. Exempel: den svarta hästen, där  den svarta är attribut. Det finns många typer av attribut på frasnivå:
- Adjektivattribut
- Adverbattribut
- Artiklar
- Bestämmandeattribut
- Epitet
- Förstärkningsord
- Försvagningsord
- Genitivattribut
- Komparativfrasattribut
- Infinitivattribut
- Måttsattribut
- Predikativt attribut
- Prepositionsattribut